# Confinamiento psiquiátrico de Christopher Smart

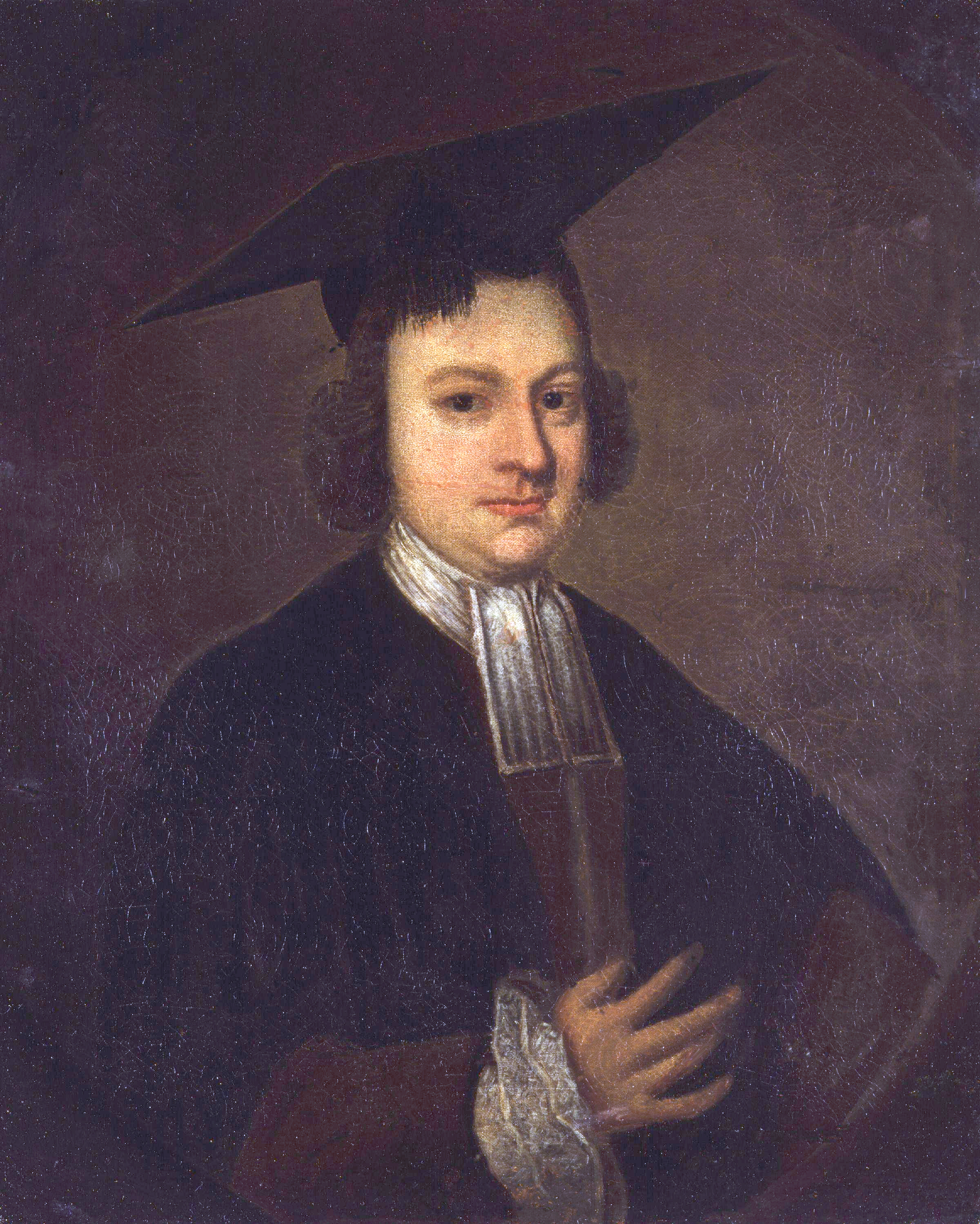
Christopher Smart

El poeta inglés Christopher Smart (1722-1771) estuvo confinado en manicomios desde mayo de 1757 hasta enero de 1763. Smart fue admitido en el Hospital de San Lucas para Lunáticos, en Upper Moorfields, Londres, el 6 de mayo de 1757. Fue llevado allí por su suegro, John Newbery, aunque es posible que haya estado encerrado en un manicomio privado antes de esa fecha. Mientras estaba en San Lucas escribió Jubilate Agno y A Song to David, poemas considerados como sus mejores obras. Aunque muchos de sus contemporáneos estuvieron de acuerdo en que Smart estaba "loco", los relatos de su condición y sus ramificaciones variaron, y algunos sintieron que había sido encerrado injustamente.
Smart fue diagnosticado como "incurable" mientras estaba en San Lucas, y cuando se quedaron sin fondos para su cuidado, lo trasladaron al asilo del Sr. Potter, en Bethnal Green. Todo lo que se sabe de sus años de encierro es que allí escribió poesía. El aislamiento de Smart lo llevó a abandonar los géneros poéticos del siglo XVIII que habían marcado su obra anterior y a escribir poesía religiosa como Jubilate Agno ("Regocíjate en el cordero"). Su poesía de asilo revela un deseo de "revelación inmediata", y es posible que la autoevaluación encontrada en su poesía represente una expresión del cristianismo evangélico.
Los críticos de finales del siglo XVIII sintieron que la locura de Smart los justificaba a ignorar su Canción a David, pero durante el siglo siguiente, Robert Browning y sus contemporáneos consideraron que su condición era la fuente de su genio. No fue hasta el siglo XX, con el redescubrimiento de Jubilate Agno (no publicado hasta 1939), que los críticos reconsideraron el caso de Smart y comenzaron a verlo como un poeta revolucionario, y su encierro como el posible objetivo de un complot de su suegro, un editor, para silenciarlo.

## Trasfondo
Smart estuvo confinado a los manicomios durante un momento de debate sobre la naturaleza de la locura y su tratamiento. Durante el siglo XVIII, la locura fue "considerada para revelar la verdad interior y condenada al silencio y la exclusión como algo ininteligible por la razón y, por lo tanto, amenazante para la sociedad y la humanidad". Comúnmente se consideraba una aflicción incurable cuyos enfermos debían estar aislados de la sociedad. El médico William Battie, que luego trató a Smart, escribió:
[Nosotros] encontramos que la Locura es, contrariamente a la opinión de algunas personas irreflexivas, tan manejable como muchos otros malestares, que son igualmente terribles y obstinados, y sin embargo no se consideran incurables, y que tales objetos infelices no deberían de ninguna manera ser abandonados, mucho menos encerrados en cárceles repugnantes como criminales o molestias para la sociedad.
En particular, Battie definió la locura como "imaginación engañosa". Sin embargo, fue criticado por otros médicos, como John Monro, que trabajaba en Bethlem Hospital. En sus Comentarios sobre el Tratado sobre la locura del Dr. Battie, Monro explicó que aquellos que estaban locos tenían las percepciones correctas, pero que carecían de la capacidad de juzgar adecuadamente. Aunque Monro promovió ideas de reforma, su tratamiento sugerido, golpear a los pacientes, fue tan duro para los pacientes como la opción preferida de Battie, aislar completamente a los pacientes de la sociedad.
En 1758, Battie y otros argumentaron que los considerados "locos" sufrían abusos bajo el sistema de asilo británico, y presionaron para que se adoptaran medidas parlamentarias. El Tratado de la locura de Battie enfatizó los problemas de tratar los hospitales como atracciones turísticas y las medidas punitivas que se toman contra los pacientes. Los argumentos de Battie y otros resultaron en la aprobación de la Ley para regular los manicomios privados (1774), pero fue demasiado tarde para ayudar a Smart.
Los críticos modernos, sin embargo, tienen una visión más cínica del uso del término "locura" en el siglo XVIII al diagnosticar pacientes; El psiquiatra Thomas Szasz veía la idea de locura como arbitraria y antinatural. De acuerdo con la posición de Szasz, el filósofo Michel Foucault enfatizó que los asilos se utilizaron en el siglo XVIII para atacar puntos de vista disidentes y que la idea de la locura era un miedo cultural del público británico, más que una condición médica legítima. En particular, Foucault consideró el siglo XVIII como una época de "gran encierro". Esta descripción es consistente con los escritos de Smart de la década de 1760 sobre el tema en el que, según Thomas Keymer, "la categoría de locura se relativiza insistentemente y se hace parecer poco más que la invención de una sociedad estratégicamente preocupada por desacreditar todas las expresiones o conductas que amenazan sus intereses y normas ".
El tratamiento de los pacientes hospitalizados en el siglo XVIII era simple: debían ser alimentados diariamente con una dieta ligera de pan, avena, algo de carne o queso y un poco de cerveza, que eran inadecuados para satisfacer las necesidades nutricionales diarias; se les negó el contacto con personas ajenas, incluidos familiares; y se les negaría el acceso a lo que se consideraba la causa de su locura (estas causas iban desde el alcohol y la comida hasta el trabajo al aire libre). Si sus acciones aparecieran "de nuevo y sin causa asignable", entonces su condición se etiquetaría como locura "original" y se consideraría incurable. Una institución como St Luke's, dirigida por Battie, tenía pacientes tanto "curables" como "incurables". Había pocos lugares disponibles para que los pacientes recibieran tratamiento gratuito y muchos fueron liberados después de un año para dar cabida a nuevas admisiones.

## Asilo
Durante la década de 1740, Smart publicó muchos poemas mientras estudiaba en Pembroke College, Cambridge. Finalmente dejó la universidad en 1749 para dedicarse a la poesía. En 1750, Smart comenzó a familiarizarse con Grub Street, el distrito de escritura de Londres, y conoció a John Newbery, un editor. Poco después, Newbery comenzó a publicar las obras de Smart en varias revistas y colecciones, entre ellas Poems on Varias ocasiones (1752). De estas obras, Smart fue conocido por sus poemas ganadores del premio Seatonian , su poema pastoral The Hop-Garden y su épica simulada The Hilliad. En 1752, Smart se casó con la hija de Newbery, Anna Maria Carnan, y tuvo dos hijas con ella en 1754. Aunque muchas de las obras de Smart se publicaron entre 1753 y 1755, tenía poco dinero para mantener a su familia. A fines de 1755, terminó una traducción de las obras de Horacio, pero incluso eso le proporcionó pocos ingresos. Al no tener otras opciones, Smart firmó un contrato de 99 años en noviembre de 1755 para producir un periódico semanal titulado The Universal Visiter o Monthly Memorialist, y la tensión de la escritura hizo que la salud de Smart se deteriorara.
El 5 de junio de 1756, el suegro de Smart, Newbery, publicó, sin permiso, el Himno al Ser Supremo de Smart, un poema que agradecía a Dios por la recuperación de una enfermedad de algún tipo, posiblemente un "estado mental perturbado". Durante la enfermedad, Smart posiblemente estuvo confinado a la casa de Newbery y no pudo escribir ni ser socialmente activo. Por simpatía por Smart, muchos de sus amigos, incluido el escritor y crítico Samuel Johnson, comenzaron a escribir en Universal Visiter para cumplir con la obligación contractual de Smart de producir contenido para la revista. La publicación del Himno al Ser Supremo marcó el comienzo de la obsesión de Smart por la religión y el eventual confinamiento por la locura porque comenzó a rezar "sin cesar".
El comportamiento de Smart probablemente fue influenciado por el mandato de San Pablo en la Primera Epístola a los Tesalonicenses de "Orar sin cesar" y El Espíritu de Oración de William Law, que sostiene que un estado constante de oración establecerá una conexión con Dios. Smart comenzó orando a intervalos regulares, pero esto se fue deteriorando lentamente hasta convertirse en una oración irregular en la que interrumpía las actividades de sus amigos y los llamaba a la calle para orar con él. Estos llamados a la oración pública continuaron hasta un incidente que Smart describió más tarde en Jubilate Agno : "Porque bendije a Dios en St James's Park hasta que derroté a toda la compañía... Porque los oficiales de paz están en desacuerdo conmigo, y el centinela me golpea con su bastón "( Jubilate Agno B 90-91).
Christopher Hunter, biógrafo y sobrino de Smart, describió la situación:
Aunque tanto la fortuna como la constitución del Sr. Smart requerían el mayor cuidado, fue igualmente negligente en el manejo de ambos, y sus diversas y repetidas vergüenzas actuando sobre una imaginación extraordinariamente ferviente, produjeron alienaciones temporales de la mente; que finalmente fueron acompañados de paroxismos tan violentos y continuos que hicieron necesario el confinamiento.
Hunter informa que Samuel Johnson visitó a Smart durante el encierro de este último, y fue Johnson quien, "sobre los primeros acercamientos a la enfermedad del Sr. Smart, escribió varios artículos para una publicación periódica en los que ese caballero estaba preocupado". Sin embargo, en ningún momento Smart se creyó loco; estas reuniones comenzaron antes de que Smart fuera puesto en asilo porque todavía contribuía, aunque no de manera tan significativa, al Visitante Universal. Al bromear sobre escribir para Universal Visiter, Johnson afirmó: "para el pobre Smart, mientras estaba enojado, sin saber los términos en los que estaba comprometido para escribir ... Esperaba que recuperara su ingenio. El mío volvió a mí, y ya no escribí en 'The Universal Visitor' ".
Hay otras posibilidades más allá de la locura o el fervor religioso que pueden haber llevado al confinamiento de Smart: Newbery pudo haber usado el encarcelamiento de su yerno como palanca para controlar la publicación del trabajo de Smart y como una advertencia a otros que trabajaron para él. para cruzarlo. Otra teoría sugiere que las acciones de Smart fueron el resultado del alcohol y no tuvieron nada que ver con un desequilibrio mental. Sin embargo, Smart pudo haber sido encarcelado por avergonzar a su suegro de alguna manera, lo que podría haber sido el resultado de un incidente en el que Smart bebió. Hester Thrale reforzó esta última posibilidad cuando afirmó que el "fervor religioso" de Smart tendía a coincidir con los momentos en que Smart estaba intoxicado. El propio testimonio de Smart de que "bendijo a Dios en St. James's Park hasta que yo derroté a toda la compañía" ( Jubilate Agno B 90-91) como representante de su locura religiosa es igualmente descartado como resultado de la bebida, ya que era conocido por hacer bromas y la Board of Green Cloth, el organismo gubernamental que controlaba St James's Park, trataría la mayoría de los disturbios en el parque como resultado de la locura. Si Smart fue internado en el asilo como resultado de acciones en St James's, no habría sido el único, ya que los registros muestran que la Junta de Green Cloth fue responsable de admitir a dieciséis personas en el Hospital Bethlem por "frenesí" en St James's. Estacione durante el siglo anterior a la colocación de Smart en St Luke's.
Se desconocen los eventos específicos del encierro de Smart. Es posible que haya estado en un manicomio privado antes de St Luke's y luego se mudó de St Luke's al asilo del Sr. Potter hasta su liberación. En St Luke's, pasó de ser "curable" a "incurable", y fue trasladado al asilo del Sr. Potter por razones monetarias. Durante el tiempo de encierro de Smart, su esposa Anna se fue y se llevó a los niños a Irlanda. No hay constancia de que la volviera a ver. Su aislamiento lo llevó a escribir poesía religiosa y abandonó los géneros tradicionales del siglo XVIII que marcaron su poesía anterior cuando escribió Jubilate Agno.
Durante su tiempo en el asilo, Smart se dedicó a un ritual diario de escribir poesía; estos fragmentos líricos eventualmente formaron su Jubilate Agno y A Song to David. Smart podría haber recurrido a escribir poesía como una forma de enfocar la mente o como autoterapia. Aunque los críticos del siglo XX debaten si su nuevo autoexamen poético representa una expresión del cristianismo evangélico, su poesía durante su aislamiento muestra un deseo de "revelación inmediata" de Dios. Hay una "luz interior" que sirve como punto focal para Smart y sus poemas escritos durante su encierro, y esa luz interior lo conecta con el Dios cristiano.

### St Luke's Hospital for Lunatics

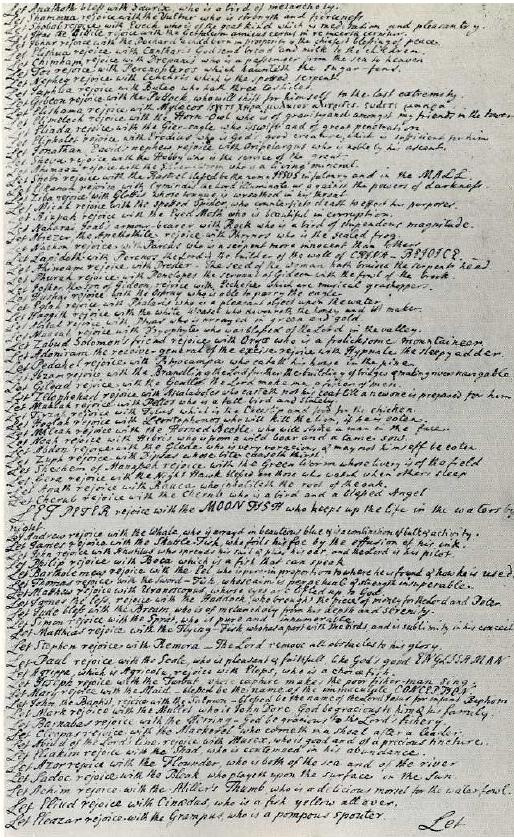
Una página de Jubilate Agno escrita mientras estaba en el asilo

Se conocen pocos detalles sobre el tiempo que pasó Smart en el St Luke's Hospital for Lunatics. Fue admitido en St Luke's el 6 de mayo de 1757 como "Paciente curable". Es posible que Smart estuviera confinado a instancias de Newbery por viejas deudas y una mala relación que existía entre los dos; Newbery se había burlado previamente de la inmoralidad de Smart en Una colección de bonitos poemas para la diversión de los niños de seis pies de altura.  Independientemente de las razones exactas de Newbery, hay evidencia que sugiere que la admisión de Smart en el manicomio por parte de Newbery no se basó en la locura. Para que Smart lo admitiera, Newbery probablemente proporcionó un pequeño soborno, aunque los sobornos estaban en contra de la política de St Luke.
Hay poca información sobre la condición de Smart durante su estadía en St Luke's, posiblemente porque Battie negó que sus pacientes fueran visitados, incluso por sus propios familiares. Uno de los pocos registros que sobreviven del tiempo de Smart en St Luke's fue una entrada en St Luke's Minute Book, que decía:
12 de mayo de 1758Dr. Battie habiendo conocido a este Comité que Christopher Smart (quien fue admitido el día 6 de mayo de 1757) continúa desordenado en sus Sentidos a pesar de haber sido admitido en este Hospital por encima de los 12 Meses Calendario y de las presentes Circunstancias de su Caso no hay Suffito. razón para esperar su pronta recuperación. Y que lo críen y lo examinen. Ordenado. Que sea dado de alta y que se envíe un Aviso a sus Valores para llevárselo.
Durante el confinamiento de Smart en St Luke's, ni siquiera a otros médicos se les permitió ver a Smart a menos que hubieran recibido un permiso personal de Battie. Era improbable que Smart pudiera haber abandonado el asilo sin ser liberado por Battie. Incluso si Smart hubiera intentado obtener la liberación por medios legales, las reglas para la citación de la liberación habrían sido casi imposibles de seguir según el sistema que Battie tenía implementado, que aisló al individuo de todo contacto. Eventualmente, Smart fue considerado "incurable" y no habría sido dado de alta por el hospital de no ser por su falta de fondos.

### El manicomio del señor Potter
| Porque consideraré a mi gato Jeoffry. * * * * * Porque cuando su día de trabajo termina, su negocio comienza mejor. Porque él vela por el Señor en la noche contra el adversario. Porque contrarresta los poderes de las tinieblas con su piel eléctrica y sus ojos deslumbrantes. Porque él contrarresta al diablo, que es la muerte, bromeando sobre la vida. Porque en sus oraciones matutinas ama el sol y el sol lo ama a él. Porque él es de la tribu de Tiger. Porque el gato querubín es un término del ángel tigre. Porque tiene la sutileza y el silbido de una serpiente, que en el bien reprime. Porque no hará destrucción si está bien alimentado, ni escupirá sin provocación. Porque ronronea agradecido cuando Dios le dice que es un buen gato.—Jubilate Agno, Christopher Smart, Fragmento B, Líneas 695, 717–726 |

Después de ser liberado de St Luke's, Smart fue llevado a un manicomio privado. Elizabeth LeNoir, la hija de Smart, fue llevada a ver a su padre y declaró que "el Sr. Newbery lo había confiado al cuidado de un Sr. Potter que tenía una casa privada en Bethnal Green". Ella describió su experiencia como retenida en un "salón pequeño y ordenado". Sin embargo, el manicomio privado del Sr. Potter no era "hogareño", y los tratamientos de Smart fueron mucho peores, como él describe: "Porque me atacan con sus hierros de arpa, que es un instrumento bárbaro, porque estoy más desprotegido que otros "( Jubilate Agno B 129). Smart se quedó solo durante cuatro años, a excepción de su gato Jeoffry y el ocasional curioso que venía a ver a los que se consideraban locos. Piozzi describió la situación general de Smart: "Era un ingenio y un erudito, y visitó como tal mientras estaba confinado por LOCURA". Es muy posible que se sintiera "sin hogar" durante su encierro y seguramente se sintió en un "limbo... entre el espacio público y privado" de ser observado por forasteros.
En Londres, solo algunas de sus obras aún se estaban publicando, pero Newbery se llevó las ganancias. Sin embargo, Smart llegó a ver publicada una colección de su trabajo bajo el seudónimo de "Mrs Midnight" titulada Mrs. Oraciones de medianoche; y otras piezas selectas: como se pronunciaron en el Oratorio de Hay-Market, Londres. Smart no se benefició del trabajo, pero pudo ver que al menos parte de su trabajo anterior se imprimía nuevamente. Smart, según Arthur Sherbo, su biógrafo del siglo XX, sólo tenía "su Dios y su poesía". Algunos de sus leales amigos finalmente se cansaron del trato que recibió Smart y lo liberaron del Sr. Potter.

### Liberación
Hay poca información sobre cómo y por qué Smart fue liberado del asilo, pero su hija afirmó: "Mejoró, y algunos amigos juzgaron mal que malinterpretaron la gran amabilidad del Sr. Newbery al colocarlo bajo una restricción necesaria y saludable que posiblemente eventualmente haya tenido una cura"., lo invitó a cenar y no regresó más a su encierro ". Lo que se sabe sobre los hechos reales es que John Sherratt, el amigo de Christopher Smart, creía que el confinamiento de Smart era injusto y quería negociar la liberación de Smart. En enero de 1763, se reunió con un comité parlamentario para discutir el tema de las personas encarceladas falsamente y los abusos que recibirían en los asilos. En particular, Sherratt argumentó que muchos fueron admitidos por intoxicación habitual, lo que socavó la reputación de Battie y otros cuidadores de asilo. Un hallazgo del comité parlamentario publicado el 27 de enero de 1763 reforzó las posibilidades de Sherratt de liberar a Smart. Para quienes lo rodeaban, Smart parecía perfectamente cuerdo, y lo más probable es que lo liberaran debido a que el parlamento aprobó una legislación que abogaba por una reforma de la atención al paciente. Smart abandonó el asilo el 30 de enero de 1763 con Sherratt.
Al salir del asilo, Smart llevó los manuscritos de A Song to David, muchas traducciones de Salmos y Jubilate Agno. Canción a David se publicó el 6 de abril de 1763. Siguieron críticas duras que se burlaron del tiempo de Smart en el asilo en lugar de lidiar con los poemas. Jubilate Agno quedó en forma manuscrita y pasó a manos de los amigos de William Cowper, poeta también internado y contemporáneo de Smart, cuando investigaron el concepto de "locura". La obra permaneció en propiedades privadas hasta que fue redescubierta en el siglo XX por William Stead. No se publicó hasta 1939 cuando se imprimió con el título Regocíjate en el cordero: una canción de Bedlam.

## Análisis
El biógrafo de Samuel Johnson, James Boswell, describió un momento en el que Charles Burney le preguntó a su amigo Johnson del estado de Smart. Johnson usó el término "locura" para comentar sobre el estado de la sociedad antes de explicarle a Burney que las acciones de Smart que se consideraron síntomas de locura eran en realidad razonables:
La locura con frecuencia se descubre a sí misma simplemente por una desviación innecesaria del modo habitual del mundo. Mi pobre amigo Smart mostró la perturbación de su mente al caer de rodillas y rezar sus oraciones en la calle o en cualquier otro lugar insólito. Ahora bien, aunque, racionalmente hablando, es mayor locura no rezar en absoluto que rezar como lo hizo Smart, me temo que hay tantos que no rezan, que su comprensión no se pone en tela de juicio.
Con respecto a este desafortunado poeta, Christopher Smart, que estaba confinado en un manicomio, tuvo, en otro momento, la siguiente conversación con el Dr. [Charles] Burney: - Burney. —¿Cómo le va al pobre Smart, señor? ¿Es probable que se recupere? Johnson. Parece como si su mente hubiera dejado de luchar con la enfermedad; porque engorda con ella. Burney. —Quizá, señor, sea por falta de ejercicio. Johnson. 'No señor; en parte, tiene tanto ejercicio como solía tener, porque cava en el jardín. De hecho, antes de su encierro, solía hacer ejercicio para caminar hasta la taberna; pero fue llevado de regreso de nuevo. No pensé que debiera callarse. Sus debilidades no son nocivas para la sociedad. Insistió en que la gente rezara con él; y yo oraría con tanto amor con Kit [= Christopher] Smart como cualquier otra persona. Otro cargo fue que no amaba el lino limpio; y no tengo pasión por eso '. - continuó Johnson. “La humanidad tiene una gran aversión al trabajo intelectual; pero incluso suponiendo que el conocimiento sea fácilmente alcanzable, más personas se contentarían con ser ignorantes de las que se tomarían un pequeño esfuerzo en adquirirlo ».
En un artículo impreso en Gentleman's Magazine, Hester Piozzi, conocida de Smart y amiga cercana de Johnson, argumentó que en muchos aspectos Smart parece estar cuerdo:
En todas las demás transacciones de la vida, el ingenio de ningún hombre podía ser más regular que el de Smart, porque este predominio de una idea que mantenía pertinazmente el primer lugar en su cabeza no había pervertido en absoluto su juicio, excepto en lo que inmediatamente se relacionaba con él mismo. ; sus opiniones no habían cambiado como antes, ni parecía más propenso a caer en un estado de distracción que cualquier otro hombre; menos, quizás, ya que calmó cada violento comienzo de pasión con la oración.
Más allá del círculo de amigos de Smart, pocos estaban dispuestos a descartar las afirmaciones de que Smart estaba afectado por la locura. La mayoría de los críticos literarios contemporáneos conocían el tiempo de Smart en el asilo y, tras la publicación de A Song to David, llamaron la atención sobre aspectos del poema que podrían usar para afirmar que Smart todavía estaba "loco". El punto de vista fue ampliamente aceptado, y el poeta William Mason le escribió a Thomas Gray : "He visto su Canción a David y desde allí lo concluyo tan loco como siempre".

### sigloXIX
Pasó un siglo antes de que se diera un giro positivo al tiempo de asilo de Christopher Smart; el poeta victoriano Robert Browning argumentó que Canción a David era genial porque Smart estaba enojado en ese momento. En su poema Parleyings (1887), Browning afirmó:
Armado con esta instancia, he diagnosticado
¿Tu caso, mi Christopher? El hombre estaba sano
Y cuerdo al empezar: todo a la vez el suelo
Dio paso bajo su paso
* * * * *
Entonces, como el cielo era diez
Para demorarse; deja que la tierra entienda demasiado bien
¿Cómo puede operar el cielo en necesidad?
La túnica de fuego y el hombre no transformado
Reanudó la sobriedad —como empezó,
Así que él terminó ni alteró el ritmo, ¡no él!
Para Browning, la locura temporal de Smart fue lo que le permitió componer en A Song to David una poesía similar a la de John Milton y John Keats. Christopher Smart, mientras continuaba el poema de Browning,
atravesó la pantalla
'Twixt cosa y palabra, lenguaje iluminado directamente desde el alma, -
No dejó una fina capa de película sobre el carbón desnudo
Vive del incensario
Los comentarios de Browning provocaron una apreciación posterior de A Song to David y la locura de Smart. Una revisión de Browning's Parleying afirmó que Christopher Smart estaba "poseído por su sujeto... y donde hay verdadera posesión - donde los fuegos de la imaginación del poeta no sean sofocados por la autoconciencia o por demasiado combustible del intelecto - La idiosincrasia, el manierismo e incluso las fórmulas convencionales son por el momento 'quemadas y purgadas' ".
El poeta del siglo XIX Dante Gabriel Rossetti enfatizó los beneficios de la locura de Smart y afirmó que Canción a David fue "el único gran poema logrado del siglo pasado". Dos años más tarde, Francis Palgrave continuó con el tema cuando escribió que la Canción exhibía "noble salvaje y transiciones de la grandeza a la ternura, de la tierra al cielo" y que era "única en nuestra poesía". Siete años después de Palgrave, el crítico John Churton Collins estuvo de acuerdo con Rossetti y Palgrave, pero en menor medida, cuando escribió: "Este poema está solo, el fenómeno más extraordinario, quizás, en nuestra literatura, la única cepa absorta en la poesía de el siglo XVIII, obra de un poeta que, aunque produjo mucho, no ha producido en otra parte ni una sola línea que indique el poder aquí desplegado ".

### sigloXXy contemporáneo
Los críticos del siglo XX favorecieron la opinión de que Smart sufría algún tipo de angustia mental al escribir sus poemas. Una reseña de "Mathews" titulada "Thin Partitions", el 30 de marzo de 1901, The Academy, afirmó que:
Ahora bien, Christopher Smart era un poeta muy mendigo del siglo XVIII [...] pero no tenía la menor pretensión de estar entre esos grandes hombres más allá de su oficio común de poema. Kit Smart, de hecho, aunque escribió una cantidad pestilente de versos, no sabía escribir poesía, ni nada más [...] Legalmente loco, eso es; porque parece haber estado muy loco en sus sentidos, y un ciudadano decente fuera de ellos. Se volvió loco, legal y médicamente, una vez, y no salió nada de eso, tal vez porque no estaba lo suficientemente enojado. Luego volvió a enloquecer y, al estar debidamente encerrado en Bedlam, escribió uno de los mejores estallidos de genio lírico del siglo XVIII —quizás el mejor— antes de la llegada de Blake [...] Smart recuperó sus sentidos y, con ello, su desesperada incapacidad para escribir poesía. Y nunca hizo nada después.
En 1933, A. E. Housman se puso del lado de la interpretación de Browning y Mathew y conectó la locura de Smart con el genio poético en su conferencia El nombre y la naturaleza de la poesía : "Tal como están las cosas, ¿quiénes son los poetas ingleses de esa época en quienes uno puede escuchar de manera preeminente? y reconocer el verdadero acento poético que emerge claramente del dialecto contemporáneo? Estos cuatro: Collins, Christopher Smart, Cowper y Blake. ¿Y qué otra característica tenían estos cuatro en común? Estaban locos". En 1994, Branimir Rieger difirió del punto de vista de Housman al distanciar a Smart de los demás cuando argumentó que "Collins y Cowper viven como individuos aislados, culpables de una vitalidad que finalmente no es humana sino divina. Smart vuela más allá de la individualidad para abrazar esa vitalidad, pero a costa de todas las relaciones humanas ".
Sin embargo, hay muchos que no estuvieron de acuerdo con que Smart sufriera de locura; Edward Ainsworth y Charles Noyes, cuando discutieron el Himno al Ser Supremo de Smart, dijeron: "La mente que compuso este himno no estaba trastornada. Sin embargo, en el poema se ve la mente morbosamente religiosa que, en el desorden, iba a producir el Jubilate Agno y, con el orden restaurado, el Cantar de David. Además, afirmaron que Smart's
La excitación sobrenatural ante la oración parece haber sido la única aberración mental real del pobre Smart, a menos que su embriaguez se considere patológica. Cuando su mente se apartó por completo del campo de la oración, apenas cambió de su estado cuerdo. Sus facultades de razón, aunque así deformadas, no le fueron arrebatadas, y ni deliraba ni se hundía en el letargo mental.
Sin embargo, Ainsworth y Noyes no se mostraron completamente escépticos sobre el diagnóstico de Smart cuando continuaron: "Pero cuando el deseo de orar lo golpeó, Smart abandonó lo que el mundo eligió llamar racionalidad".
En 1960, el neurólogo Russell Brain diagnosticó que Smart sufría de ciclotimia o depresión maníaca. Brain basó su diagnóstico en las propias afirmaciones de Smart sobre cómo se sentía, y concluyó que "en el caso de Smart, la enfermedad mental no fue el resultado de su embriaguez, sino que bebió porque era mentalmente inestable". Arthur Sherbo, en 1967, argumentó que "la naturaleza de la locura de Smart es imposible de diagnosticar a esta distancia en el tiempo" y luego argumentó que:
dado que el propio Battie lo declaró no curado, debió haber estado sujeto a alucinaciones. Las bebidas fuertes, tomadas con suficiente frecuencia y en cantidad suficiente, tendrán ese efecto, por supuesto, pero Battie, al distinguir entre locura "original" y "consecuente", sólo permitiría [...] que beber en exceso podría "convertirse en algo muy común, aunque la causa más remota de la locura. Otros diferían: John Ball en su Modern Practice of Physic, 1760, enumera la "ansiedad mental" y demasiados "licores vinosos o espirituosos" como "causas antecedentes" de la locura. La manía de Smart, sin importar cómo se manifestara, y generalmente se manifestaba en una oración pública en voz alta, no provenía de la embriaguez; sin embargo, se vio agravada por el frecuente recurso a la botella. Irónicamente, como la Sra. Piozzi reconoció que, si Smart hubiera rezado en la intimidad de su hogar, todo le habría ido bien.
El posible componente religioso de la condición de Smart fue tomado por los críticos del siglo XX como una explicación de por qué el siglo XVIII veía a Smart como loco. Laurence Binyon, en 1934, creía que la religión desempeñaba un papel importante en la forma en que la sociedad veía a Smart: "La locura de Smart parece haber tomado la forma de una interpretación literal del mandato Ora sin cesar. Avergonzaba a los visitantes insistiendo en que se unieran a él en sus súplicas [...] La obsesión por una idea fija es una forma común de locura. Pero tales obsesiones son un encarcelamiento mental; mientras que la Canción es sin lugar a dudas la expresión de una gran liberación ". La idea de Binyon fue recogida por Sophia Blaydes, en 1966, quien señaló que la sociedad tenía prejuicios contra aquellos que experimentaban entusiasmo, una fuerte conexión espiritual con Dios. Fue contra los prejuicios religiosos que argumentó.
La causa del eclipse de Smart puede remontarse en parte a un prejuicio de la época, que se fundó en la razón pero se desarrolló en el miedo. Había un hecho ineludible que obstaculizaba cualquier percepción clara del trabajo de Smart: había sido confinado por la locura. Era más fácil utilizar una alusión difícil o una imagen inusual como evidencia de locura que interpretarla. ¿Qué podría hacer que un grupo de personas fundamentalmente racional reaccionara de manera tan irracional? Hasta cierto punto, fue el miedo al "entusiasmo".
En el siglo XVIII, como continuó Blaydes, la palabra cambió de poseído por dios a inspirado a falsamente inspirado. El resultado de este cambio fue que la sociedad británica vio el entusiasmo como enemigo tanto de la razón como del orden social. Por lo tanto, "Smart, el escritor pirata, no habría sido recibido por una audiencia hostil, pero Smart, el entusiasta, habría sido condenado de inmediato. El resultado sería obvio: su trabajo pasado, anteriormente alabado, sería ignorado y su trabajo futuro recibiría una condena inmediata. tal fue la historia de la reputación contemporánea de Smart ". Para determinar si Smart estaba realmente loco o no, concluyó Blaydes, "en la época de Smart, cualquier signo de entusiasmo habría sido motivo de juicio de locura [...] Se nos han conservado dos relatos de Smart y la naturaleza de su locura. Cada uno permite algunas dudas de que el poeta estaba loco y podría ser considerado así en cualquier época."
Frances Anderson, en 1974, caracterizó la "enfermedad" de Smart como locura y obsesión, pero creía que "la locura de Smart consistía en sus esfuerzos por obedecer literalmente el mandato de San Pablo a los tesalonicenses: 'Oren sin cesar '   Durante sus episodios de enfermedad, como continuó Anderson, Smart "probablemente sufrió algunos períodos de delirio" pero también "parecía saber lo que estaba haciendo". Las acciones de Smart fueron similares a las de los metodistas del siglo XVIII que eran "adictos a la oración pública con lo que se pensaba que estaba demasiado cargado de ánimo". Tales manifestantes de emocionalismo religioso a menudo se limitaban no solo a manicomios privados, sino también a Bedlam ". Más tarde, en 1998, Charles Rosen señaló que "la Ilustración condenó el entusiasmo religioso por ser apropiado para los incultos y los grandes sucios" y "es comprensible que la única poesía religiosa original y vital entre 1760 y 1840 haya sido escrita por poetas considerados genuinamente enojados por sus contemporáneos: Smart, Blake y Hölderlin".
Los relatos de finales del siglo XX se centraron en los efectos del encierro de Smart. Clement Hawes, siguiendo la interpretación de Michel Foucault del siglo XVIII de que había una "  animalidad' de la locura", creía que Smart se conectaba emocionalmente con los animales debido a la "estigmatización médica" que sentía a manos de sus semejantes. Chris Mounsey, de acuerdo con la interpretación de Hawes, creía que el tratamiento de Smart era "un proceso de bestialización y le había enseñado a callarse y sentarse lo más silenciosamente posible". Contrariamente a la bestialización, Allan Ingram argumentó que Jubilate Agno era "un fenómeno poético que habría demolido las ortodoxias poéticas contemporáneas si hubiera sido publicable. El individuo loco presentó una gran distorsión de la forma humana que, sin embargo, insistió en seguir siendo humano, pero el lenguaje loco podría ser aún más perturbador."